# Fabian Müller (Pianist)

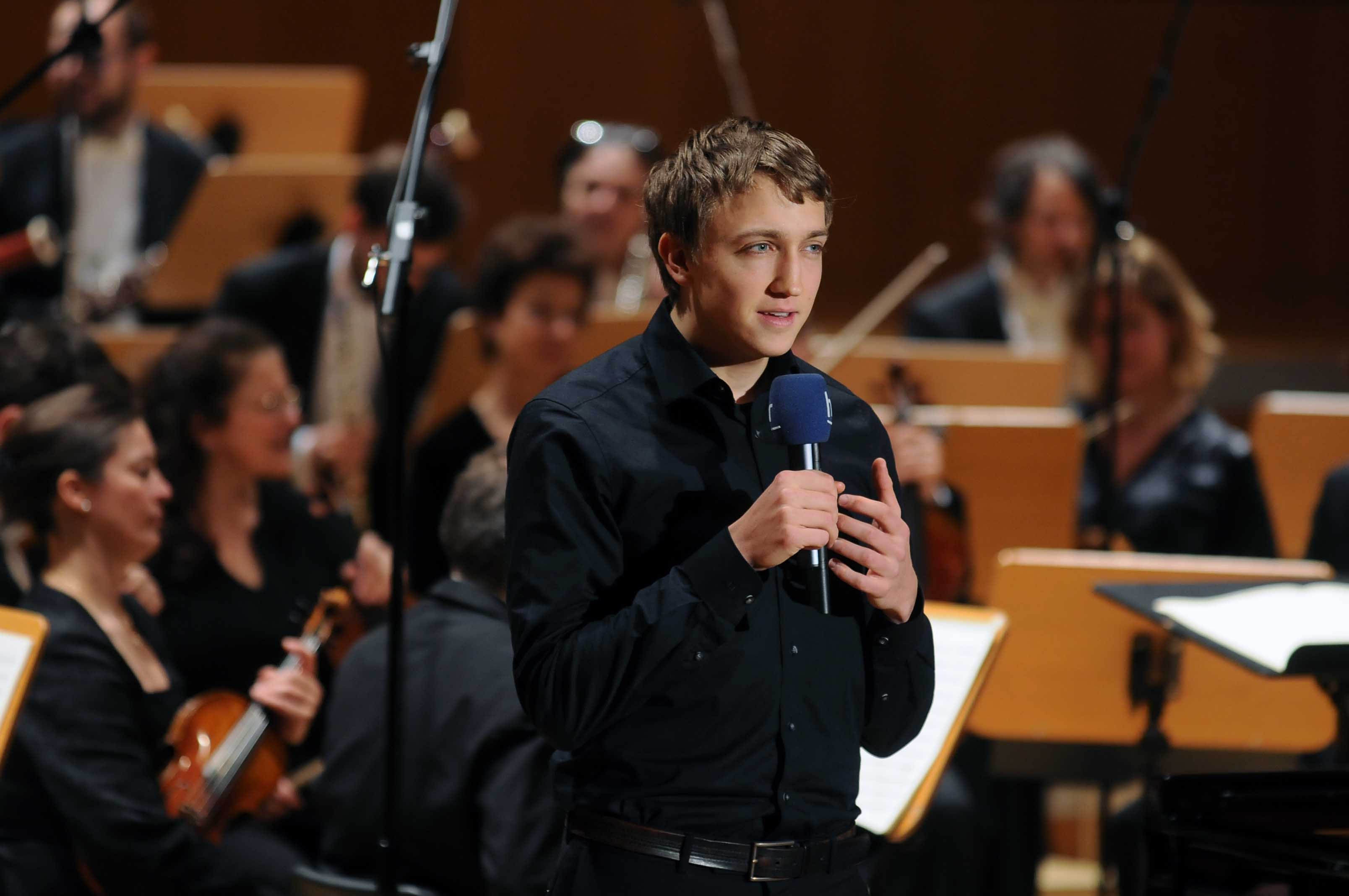
Fabian Müller, 2015 im Sendesaal des hessischen Rundfunks

Fabian Müller (* 1990 in Bonn) ist ein deutscher Pianist, Dirigent und Komponist.

## Leben
Seinen ersten Klavierunterricht erhielt Fabian Müller ab seinem vierten Lebensjahr bei der Pianistin Rose-Marie Zartner in Bonn. Mit 15 Jahren wurde er in die Klasse von Pierre-Laurent Aimard an der Hochschule für Musik und Tanz Köln aufgenommen.
Nachdem er 2011 den 1. Preis beim Prix amadéo de piano gewann, zog er 2015 viel Aufmerksamkeit durch einen 1. Preis beim internationalen Wettbewerb „Ton und Erklärung“ in Frankfurt auf sich.
Außerdem ist er Preisträger beim Internationalen Klavierwettbewerb Ferruccio Busoni, bei dem er auch mit dem Sonderpreis für die Interpretation zeitgenössischer Klaviermusik sowie mit dem Internationalen Pressepreis und einem Sonderpreis für die beste Interpretation eines Werkes von Ferruccio Busoni ausgezeichnet wurde.
Konzertengagements führten Fabian Müller u. a. in die Kölner Philharmonie, die Tonhalle Düsseldorf, die Beethovenhalle in Bonn, das Berliner Konzerthaus und den Herkulessaal München sowie zu Auftritten in den Niederlanden, Spanien, Frankreich, England und Italien.
Klavierkonzerte spielte er unter anderem mit dem Beethoven Orchester Bonn, dem hr-Sinfonieorchester, dem WDR Sinfonieorchester Köln und der Deutschen Streicherphilharmonie.
Fabian Müller wurde zum Wintersemester 2020/21 auf eine W2-Professur für Klavier an die Hochschule für Musik und Tanz Köln, Standort Wuppertal, berufen.